# Ван Гог (группа)
Ван Гог — сербская рок-группа из Белграда, основанная в 1986 году.
Свою популярность приобрела в 90-х годах, выпустив ряд хорошо воспринятых альбомов, которые были частично вдохновлены работами легендарной югославской группы Екатарина Велика.
За свою более чем двадцатилетнюю творческую деятельность Ван Гог неоднократно становилась лауреатом многочисленных музыкальных премий, как на национальном («Лучшая рок-группа Югославии» в 1998 году), так и на межрегиональном уровне («Лучший исполнитель Адриатики» в 2007 году), и на сегодняшний день является одной из самых успешных групп Сербии.

## История

### 80-е
Группа была основана в январе 1986 года. Первый состав был следующим — гитарист Звонимир Джукич — Cannonball, вокалист Горан Милисавлевич, клавишник Джордже Петрович, басист Предраг Попович и барабанщик Срболюб Радивоевич. В феврале 1986 группа издала промосингл с песней «Следы прошлого» (серб. Трагови прошлости). В конце того же года вышел первый одноименный альбом — «Ван Гог». Вскоре после этого группа временно распалась.

### 90-е
Звонимир Джукич снова собрал группу в 1990 году. В дополнение к роли гитариста, Джукич взял на себя роль вокалиста. Кроме него в группе, в отличие от оригинального состава, остался лишь Срболюб Радивоевич. Тогда же свет увидел сингл «Ты теряешь меня» (серб. Губиш ме). В 1991 году выходит альбом «Мир — мой» (серб. Свет је мој). Пластинка отметилась большим количеством приглашенных музыкантов: Милан Младенович и Маргита Стефанович из группы Екатарина Велика, Таня Йовичевич из Октобар 1864, Зоран Радимович из Електрични оргазам. Этот альбом ознаменовал стремление группы двигаться к более мейнстимному звучанию, в отличие от дебютника. Песня «Neko te ima» стала большим хитом — своеобразным шлягером, с которым ассоциируется творчество коллектива.
В начале 1993 Ван Гог превратилась в трио: Джукич / Барака / Радивоевич. В апреле того же года свет увидел альбом «Страсть» (серб. Страст). Пластинка открывала новые горизонты для коллектива и позволила окончательно закрепить свои позиции в тогдашней рок-среде Югославии. Для многочисленных выступлений в поддержку альбома были приглашены дополнительные музыканты. Пользуясь растущим ажиотажем вокруг группы, лейбл PGP-RTS в 1995 году издаёт на CD их первую компиляцию «Следы прошлого», на которой были представлены песни из предыдущих двух альбомов, а также присутствовала новая песня «Zemlja Čuda».
В 1996 коллектив издает свой четвертый студийник «Ходи». Пластинка была богата на хиты и быстро стала бестселлером. В её поддержку были сняты ряд довольно ценных видеоклипов и организованы многочисленные концерты. Аншлаговые выступления, которые состоялись 23 и 24 января 1997 в Белградском спортивном комплексе, легли в основу первого концертного альбома группы, получившего название «No comment». Вскоре после этого басист Александар Барак покинул группу. Новым басистом стал Душан Богович, но он вскоре был заменен на Драгана Ивановича. В начале 1998 выходит сингл «Polje snova» (рус. Поле снов). В том же году Ван Гог названа лучшей рок-группой Югославии.
В 1999 выходит альбом «Опасан плес» (рус. Опасные танцы). В конце года выходит уже второй концертный альбом «Happy New Ear», который был записан на концерте в белградском спортивном дворце 24 декабря 1999 года. После последних гастролей в поддержку «Опасан плес» музыканты решают сделать паузу в творческой деятельности и уйти в отпуск.

### 2000-е
В конце 2002 выходит альбом «DrUnder».
После почти четырехлетнего перерыва, 24 мая 2006 года мир увидел седьмой студийный альбом Ван Гога под названием «Коло». В звучании нового лонг-плея можно увидеть попытки коллектива отойти от присущих им старых поп-рок ходов и экспериментировать с фолком. (Коло — это народный танец, который танцуют все балканские народы, близкий к хороводу). Текст заглавной композиции «Коло Лудо луда» был написан по мотивам песни выдающегося сербского поэта Вука Караджича. В составе группы произошли новые ротации — появляется новый басист — Деян Илич.
В 2007 году они выиграли награду MTV «Адрия» как лучший региональный исполнитель (англ. Best Adriatic Act). Весной 2009 года выходит альбом под названием «Лабиринт», который в течение одного месяца был продан тиражом более 100 000 копий.

## Состав
- Звонко Дукич Дуле — гитара, вокал
- Срболюб Срба Радивольевич — барабаны
- Горан Милисавьевич — вокал
- Джорже Петрович — клавишные
- Предраг Попович — бас-гитара

## Дискография
- 1986 : Van Gogh
- 1991 : Svet je moj
- 1993 : Strast
- 1996 : Hodi
- 1999 : Opasan ples
- 2002 : DrUnder
- 2006 : Kolo
- 2009 : Lavirint
- 2013 : Neumeren u svemu